# Gregor Robertson (homme politique)
Pour les articles homonymes, voir Gregor Robertson et Robertson.
Gregor Angus Bethune Robertson, né le 18 septembre 1965 à North Vancouver (Colombie-Britannique), est un entrepreneur et un homme politique canadien en Colombie-Britannique.
Il est député néo-démocrate de la circonscription provinciale de Vancouver-Fairview du 17 mai 2005 au 15 juillet 2008 et maire de la ville de Vancouver du 8 décembre 2008 au 5 novembre 2018, élu avec le soutien de la coalition Vision Vancouver.
Il est aussi député fédéral libéral de la circonscription britanno-colombienne Vancouver Fraserview—Burnaby-Sud depuis avril 2025. Le mois suivant, il entre au cabinet du premier ministre Mark Carney au poste de ministre du Logement, de l'Infrastructure et des Collectivités et ministre responsble du Développement économique pour la Région Pacifique.